# Liste des descendants d'Abdelaziz Al Saoud
 (juillet 2024).
Si vous disposez d'ouvrages ou d'articles de référence ou si vous connaissez des sites web de qualité traitant du thème abordé ici, merci de compléter l'article en donnant les références utiles à sa vérifiabilité et en les liant à la section « Notes et références ».

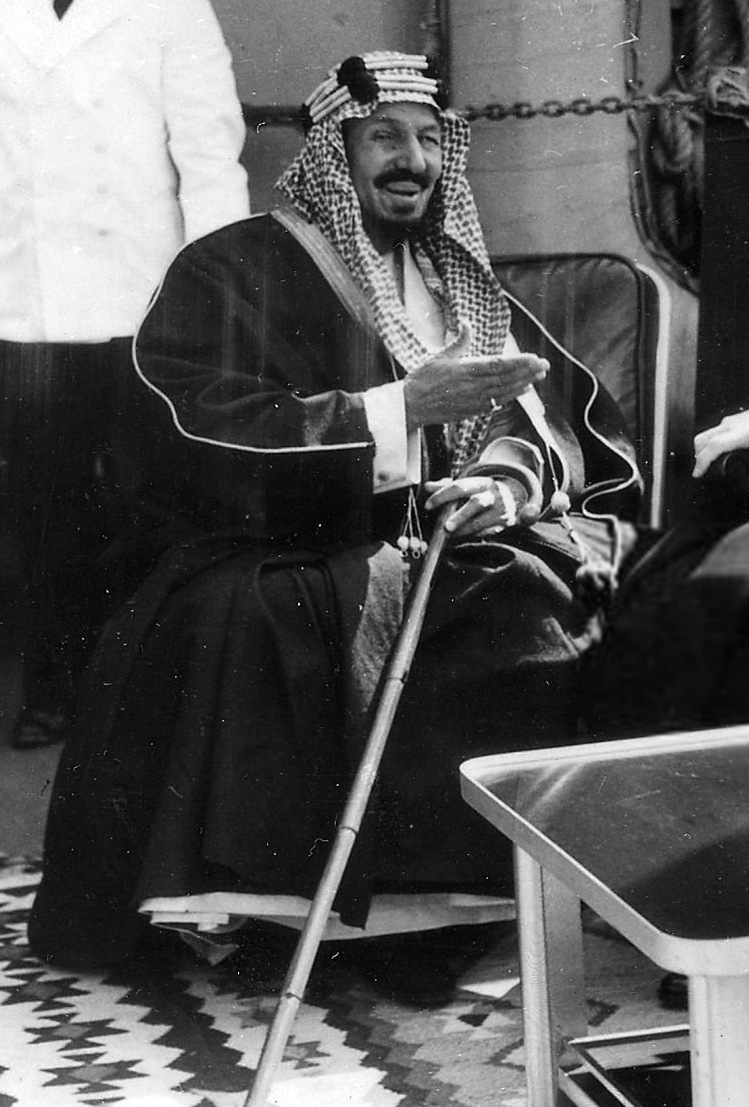
Le roi Abdelaziz en 1945

Cet article répertorie les enfants et petits-enfants du roi Abdelaziz ibn Saoud (Abdelaziz ben Abderrahmane Al Saoud, 1876/1880-1953), fondateur de l'Arabie saoudite moderne, roi du 8 janvier 1926 au 9 novembre 1953. Celui-ci eut vingt-huit épouses qui lui donnèrent cinquante-trois fils et trente-six filles, il divorça 12 fois. Six de ses fils lui succèdent sur le trône saoudien en tant que rois.

## AvecWadhba bint Mohammed ben Burghush Banu Khalid(deuxième épouse)
divorcés

### Turki ben Abdelaziz Al Saoud (fils)
né en 1900 et mort en 1919.
- avec son épouse (nom inconnu)
  - Fayçal ben Turki Al Saoud (fils)
  - Mounira bint Tourki Al Saoud (fille)
  - Houssa bint Tourki Al Saoud (fille)

### Saoud ben Abdelaziz Al Saoud (Saoud IV, fils)

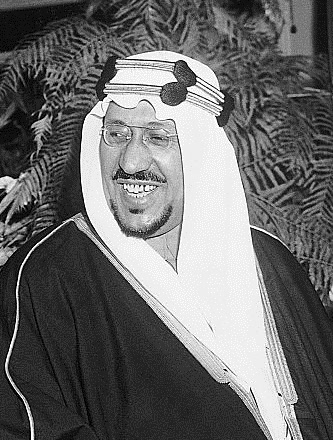
Le roi Saoud IV en 1957

Né le 9 novembre 1902 et décédé le 12 septembre 1969. Roi du 9 novembre 1953 au 30 mars 1964.
- avec sa première épouse :
  - Fahd ben Saoud (fils)
  - Moussaïd ben Saoud (fils)
  - Fayçal ben Saoud (fils)
  - Khaled ben Saoud (fils)
  - Abd al-Mouhsin ben Saoud (fils)
  - Abta bint Saoud (fille)
  - Jouhayr bint Saoud (fille)
  - Hayfa bint Saoud (fille)
- avec sa deuxième épouse :
  - Talal ben Saoud (fils)
  - Nayif ben Saoud (fils)
  - Youssef ben Saoud (fils)
  - Moukrine ben Saoud (fils)
  - Houssam ben Saoud (fils)
  - Nasir ben Saoud (fils)
  - Badra bint Saoud (fille)
  - Amira bint Saoud (fille)
  - Mousab ben Saoud (fils)
  - Sultana bint Saoud IV (fille)
- avec sa troisième épouse :
  - Mansour ben Saoud (fils)
  - Abdallah ben Saoud (fils)
  - Saad ben Saoud (fils)
  - Badr ben Saoud (fils)
  - Abd al-Majid ben Saoud (fils)
  - Fawsia bint Saoud (fille)
  - Jawsa bint Saoud (fille)
  - Dalal bint Saoud (fille)
  - Rima bint Saoud (fille)
  - Nahar ben Saoud (fils)
  - Hathloul ben Saoud (fils)
  - Tarfa bint Saoud (fille)
  - Nayifa bint Saoud (fille)
  - Chaykha bint Saoud (fille)
  - Ibtissam bint Saoud (fille)
- avec sa quatrième épouse :
  - Michari ben Saoud (fils)
  - Michal ben Saoud (fils)
  - Sayf al-Islam ben Saoud (fils)
  - Ghalib ben Saoud (fils)
  - Hammoud ben Saoud (fils)
  - Maha bint Saoud (fille)
  - Bazza bint Saoud (fille)
  - Hajir bint Saoud (fille)
  - Jawahir bint Saoud (fille)
- avec sa cinquième épouse :
  - Yazid ben Saoud (fils)
  -  Soutam ben Saoud (fils)
  - Mouatassim ben Saoud (fils)
  - Abdelaziz ben Saoud (fils)
  - Basma bint Saoud (fille)
  - Al-Anoud bint Saoud (fille)
  - Alia bint Saoud (fille)
  - Al-Bandari bint Saoud (fille)
- avec sa sixième épouse :
  - Machour ben Saoud (fils)
  - Jilouwi ben Saoud (fils)
  - Mamdouh ben Saoud (fils)
  - Fayiza bint Saoud (fille)
  - Dina bint Saoud (fille)
  - Hind bint Saoud (fille)
  - Falwa bint Saoud (fille)
  - Fahda bint Saoud (fille)
  - Chakrane ben Saoud (fils)
  - Izzadine ben Saoud (fils)
- avec sa septième épouse :
  - Abdallah ben Saoud (fils)
  - Majid ben Saoud (fils)
  - Sayf al-Nasir ben Saoud (fils)
  - Abd al-Karim ben Saoud (fils)
  - Abdelmalik ben Saoud (fils)
  - Houssa bint Saoud (fille)
  - Hajir bint Saoud (fille)
  - Abir bint Saoud (fille)
  - Haya bint Saoud (fille)
  - Walid ben Saoud (fils)
  - Doulayil bint Saoud (fille)
  - Ahmad ben Saoud (fils)
- avec sa huitième épouse :
  - Mountassir ben Saoud (fils)
  - Iman bint Saoud (fille)
  - Lamya bint Saoud (fille)
  - Al-Jawhara bint Saoud (fille)
  - Madhawi bint Saoud (fille)
- avec sa neuvième épouse :
  - Salman ben Saoud (fils)
  - Fawwaz ben Saoud (fils)
  - Naouaf ben Saoud (fils)
  - Moutaz ben Saoud (fils)
  - Michaïl bint Saoud (fille)
  - Qouamacha ben Saoud (fille)
  - Mouna bint Saoud (fille)
  - Sara bint Saoud (fille)
  - Latifa bint Saoud (fille)
- avec sa dixième épouse :
  - Bandar ben Saoud (fils)
  - Thamir ben Saoud (fils)
  - Tourki ben Saoud (fils)
  - Moudhi bint Saoud (fille)
  - Nawal bint Saoud (fille)
  - Al-Jazzi bint Saoud (fille)
  - Mahara bint Saoud (fille)
  - Nazma bint Saoud (fille)
- avec sa onzième épouse :
  - Mohammed ben Saoud (fils)
  - Sayf al-Din ben Saoud (fils)
  - Noura bint Saoud (fille)
  - Najla bint Saoud (fille)
  - Loulou bint Saoud (fille)
  - Sita bint Saoud (fille)
  - Mounira bint Saoud (fille)
  - Watfa bint Saoud (fille)
  - Zayn bint Saoud (fille)
- avec sa douzième épouse :
  - Sultan ben Saoud (fils)
  - Hassan ben Saoud (fils)
  - Tourkiya bint Saoud (fille)
  - Chaha bint Saoud (fille)
  - Nouf bint Saoud (fille)
  - Zahwa bint Saoud (fille)
  - Bouniya bint Saoud (fille)

## AvecSarah bint Abdallah ben Fayçal Al Saoud(troisième épouse)
mariée en 1901 avec le roi Abdelaziz Al Saoud, ils n'ont pas eu d'enfant. Elle s'est remariée en 1906 avec Tourki ben Abdallah Al Saoud.

## Avec sa quatrième épouse (nom inconnu)

### Noura bint Abdelaziz Al Saoud(fille)
- Avec son premier époux Fayçal ben Saad Al Abderrahmane
  - Mounira bint Fayçal Al Abderrahmane (fille)
- Avec son second époux Khalad ben Mohammed Al Abderrahmane
  - Al-Jawhara bint Khalad Al Abderrahmane (fille)
  - Fahd ben Khalad Al Abderrahmane (fils)

## Avec sa cinquième épouse (nom inconnu)

### Mohammed ben Abdelaziz Al Saoud(en)(fils)
Né en 1910 et mort en 1988. Prince héritier du 2 novembre 1964 (avènement de son demi-frère Fayçal) au 29 mars 1965 (démission au profit de son demi-frère Khaled).
- avec sa première épouse Jawhara bint Saoud ben Oumar Al Shaykh :
  - Fahd ben Mohammed Al Saoud (fils)
  - Bandar ben Mohammed Al Saoud (fils)
  - Badr ben Mohammed Al Saoud (fils)
  - Saad ben Mohammed Al Saoud (fils)
  - Mounira bint Mohammed Al Saoud (fille)
  - Al-Jawhara bint Mohammed Al Saoud (fille)
  - Al-Anoud bint Mohammed Al Saoud (fille)
- avec sa deuxième épouse
  - Moudhin bint Mohammed Al Saoud (fille)
  - Abdallah ben Mohammed Al Saoud (fils)
  - Noura bint Mohammed Al Saoud (fille)
  - Moussa bint Mohammed Al Saoud (fille)
  - Abdelaziz ben Mohammed Al Saoud (fils)
- avec sa troisième épouse
  - Nouf bint Mohammed Al Saoud (fille)

## AvecTarfa bint Abdallah Al Cheikh(sixième épouse)

### Fayçal II(fils)
Né en 1906 et décédé le 25 mars 1975. Roi du 2 novembre 1964 au 25 mars 1975.

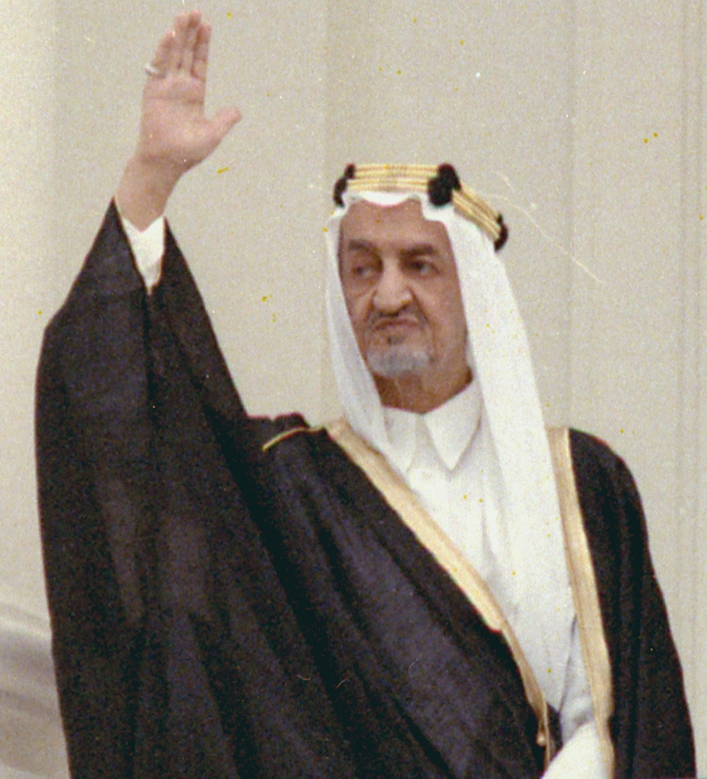
Le roi Fayçal II en 1971

- avec sa première épouse Sultana Al Soudeiri
  - Abdallah ben Fayçal (fils)
  - Al-Anoud bint Fayçal (fille)
  - Al-Jawhara bint Fayçal (fille)
  - Houssa bint Fayçal (fille)
- avec sa deuxième épouse Jawhara
  - Mounira bint Fayçal (fille)
- avec sa troisième épouse Haya bint Tourki Al Jilouwi
  - Khaled ben Fayçal (fils)
  - Saad ben Fayçal (fils)
  - Noura bint Fayçal (fille)
  - Mishail bint Fayçal (fille)
- avec sa quatrième épouse Iffat bint Mohammad Al Thunayan
  - Saoud ben Fayçal (fils)
  - Mohammed ben Fayçal (fils)
  - Abderrahmane ben Fayçal ben Abdelaziz
  - Tourki ben Fayçal (fils)
  - Bandar ben Fayçal (fils)
  - Sara bint Fayçal (fille)
  - Latifa bint Fayçal (fille)
  - Loulou bint Fayçal (fille)*
  - Hayfa bint Fayçal (fille)

### Al-Anoud bint Abdelaziz Al Saoud(fille)
- Première épouse de Fahd ben Saad Al Abderrahmane
  - Abdallah ben Fahd Al Abderrahmane (fils)
  - Bandar ben Fahd Al Abderrahmane (fils)
  - Badr ben Fahd Al Abderrahmane (fils)
  - Abdelaziz ben Fahd Al Abderrahmane (fils)
  - Al-Anoud bint Fahd Al Abderrahmane (fille)
  - Al-Bandari bint Fahd Al Abderrahmane (fille)
  - Al-Jawhara bint Fahd Al Abderrahmane (fille)
  - Houssa bint Fahd Al Abderrahmane (fille)
  - Sara bint Fahd Al Abderrahmane (fille)
  - Moudhi bint Fahd Al Abderrahmane (fille)

## Avec Lulua bint Salih al-Dakhil (septième épouse)
mariage en 1906

## AvecAl-Jawhara bint Jilouwi(dixième épouse)

### Khaled
Né en 1912 et décédé le 13 juin 1982. Roi du 25 mars 1975 au 13 juin 1982.

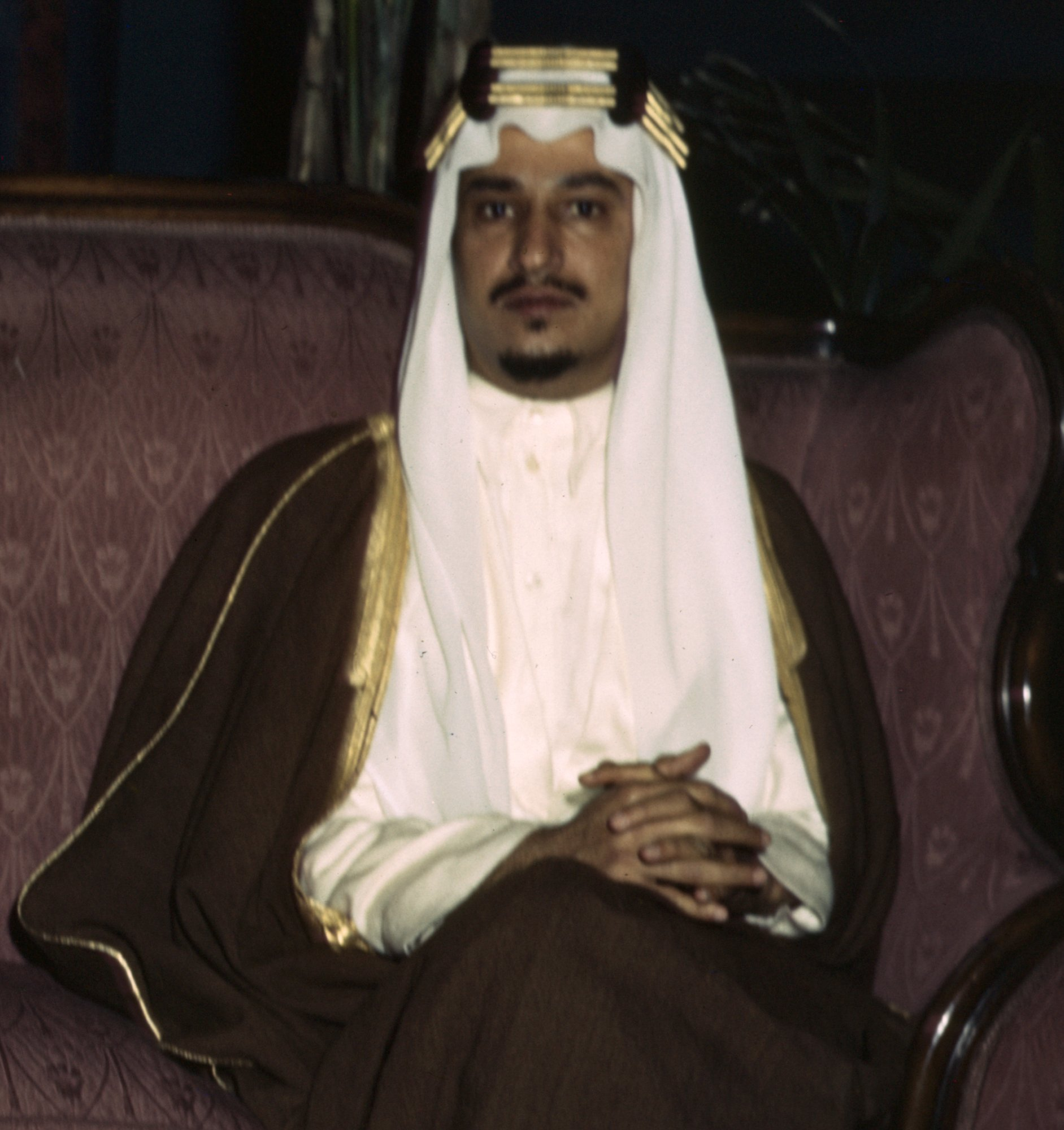
Le roi Khaled en 1941

- avec sa première épouse Sita bint Fahd ben Dhamir
  - Houssa bint Khaled Al Saoud (fille)
  - Al-Jawhara bint Khaled Al Saoud (fille)
  - Nouf bint Khaled Al Saoud (fille)
  - Moudhi bint Khaled Al Saoud (fille)
  - Bandar ben Khaled Al Saoud
  - Fayçal ben Khaled Al Saoud
  - Fahd ben Khaled Al Saoud
- avec sa deuxième épouse Tarfa bint Abdallah al-Abderrahmane
  - Abdallah ben Khaled Al Saoud
  - Mishail bint Khaled Al Saoud (fille)
  - Al-Bandari bint Khaled Al Saoud (fille)

### Jawahir bint Abdelaziz Al Saoud(fille)
- Première épouse de Mohammed ben Abdallah al-Abderrahmane
  - Fahd ben Mohammed al-Abderrahmane
  - Sara bint Mohammed al-Abderrahmane (fille)
  - Moudhawi bint Mohammed al-Abderrahmane (fille)
  - Al-Hassam bint Mohammed al-Abderrahmane

## Avec Bazza (onzième épouse)
mariés en 1919, d'origine marocaine.

### Nasir ben Abdelaziz Al Saoud
Né en 1913 et mort en 1984.
- avec sa première épouse Wahda bint Mohammed Asma :
  - Jawahir bint Nasir Al Saoud (fille)
  - Saoud ben Nasir Al Saoud
  - Khalid ben Nasir Al Saoud
  - Abdallah ben Nasir Al Saoud
  - Mohammed ben Nasir Al Saoud
  - Abderrahmane ben Nasir Al Saoud
  - Turki ben Nasir Al Saoud
  - Ahmad ben Nasir Al Saoud
  - Fayçal ben Nasir Al Saoud
  - Hayfa bint Nasir Al Saoud (fille)
  - Noura bint Nasir Al Saoud (fille)
  - Shaykha bint Nasir Al Saoud (fille)
  - Tarfa bint Nasir Al Saoud (fille)
  - Nouf bint Nasir Al Saoud (fille)
  - Moudhi bint Nasir Al Saoud (fille)
- avec sa deuxième épouse  Samira al-Sadawi
  - Mansour ben Nasir Al Saoud
- avec sa troisième épouse Nura bint Abdallah Rashid
  - Fahd ben Nasir Al Saoud
  - Sultan ben Nasir Al Saoud
  - Abdelaziz ben Nasir Al Saoud
  - Thamir ben Nasir Al Saoud
  - Naouaf ben Nasir Al Saoud
  - Bandar ben Nasir Al Saoud
  - Al-Bandari bint Nasir Al Saoud (fille)
  - Al-Anoud bint Nasir Al Saoud (fille)
  - Ouhoud bint Nasir Al Saoud (fille)
  - Ghalia bint Nasir Al Saoud (fille)
  - Moudhi bint Nasir Al Saoud (fille)

## Avec bint al DhuKayr (douzième épouse)
mariés en 1917.

## AvecAl-Jawhara bint Saad Al Soudayri(13eépouse)
née en ?, morte en 1927.

### Saad ben Abdelaziz Al Saoud(fils)
Né en 1915 et mort en 1993.
- avec son épouse :
  - Saoud ben Saad Al Saoud (fils)
  - Mohammed ben Saad Al Saoud (fils)
  - Fayçal ben Saad Al Saoud (fils)
  - Fahd ben Saad Al Saoud (fils)
  - Khalid ben Saad Al Saoud (fils)
  - Fahda bint Saad Al Saoud (fille)
  - Noura bint Saad Al Saoud (fille)
  - Al-Jawhara bint Saad Al Saoud (fille)
  - Abdelaziz ben Saad Al Saoud (fils)
  - Abdallah ben Saad Al Saoud (fils)
  - Sultan ben Saad Al Saoud (fils)
  - Latifa bint Saad Al Saoud (fille)

### Moussaid ben Abdelaziz(fils)
Né en 1923 et mort en 2013.
- avec première épouse    
  - Sara bint Moussaid Al Saoud (fille)
  - Moudhawi bint Moussaid Al Saoud (fille)
  - Khaled ben Moussaid Al Saoud (fils), mort en 1965. Organisateur d'une manifestation contre l'introduction de la télévision dans le royaume, il est abattu par un policier.
  - Fayçal ben Moussaid Al Saoud (fils), né le 4 avril 1944 et mort le 18 juin 1975. Il a assassiné le roi Fayçal, son oncle, qu'il tenait responsable de la mort de son frère Khaled.
  - Yousif ben Moussaid Al Saoud (fils)
  - Mashour ben Moussaid Al Saoud (fils)
  - Bandar ben Moussaid Al Saoud (fils)
  - Abdallah ben Moussaid Al Saoud (fils)
  - Mishail bint Moussaid Al Saoud (fille)
  - Sita bint Moussaid Al Saoud (fille)
- avec seconde épouse     
  - Saoud ben Moussaid Al Saoud (fils)
  - Mohammed ben Moussaid Al Saoud (fils)
  - Naouaf ben Moussaid Al Saoud (fils)
  - Latifa bint Moussaid Al Saoud (fille)
  - Al-Jawhara bint Moussaid Al Saoud (fille)
  - Abderrahmane ben Moussaid Al Saoud (fils)
  - Abdelaziz ben Moussaid Al Saoud (fils)
  - Mounira bint Moussaid Al Saoud (fille)
  - Abd al-Hakim ben Moussaid Al Saoud (fils)
  - Sultana bint Moussaid Al Saoud (fille)

### Abd al-Mouhsin ben Abdelaziz Al Saoud(fils)
Né en 1925 et mort en 1985.
- avec première épouse Nouf bint Abderrahmane Al Soudeiri
  - Fawwaz Abd al-Mouhsin Al Saoud (fils)
  - Saoud Abd al-Mouhsin Al Saoud (fils)
  - Walid Abd al-Mouhsin Al Saoud (fils)
  - Mishail bint Abd al-Mouhsin Al Saoud (fille)
  - Abir bint Abd al-Mouhsin Al Saoud (fille)
  - Qumasha bint Abd al-Mouhsin Al Saoud (fille)
  - Sita bint Abd al-Mouhsin Al Saoud (fille)
  - Al-Jawhara bint Abd al-Mouhsin Al Saoud (fille)
- avec seconde épouse Toufaha bint Ahmed ben Khalid
  - Bandar ben Abd al-Mouhsin Al Saoud (fils)
  - Badr ben Abd al-Mouhsin Al Saoud (fils)
  - Al-Jawhara (II) bint Abd al-Mouhsin Al Saoud (fille)
  - Hayfa bint Abd al-Mouhsin Al Saoud (fille)

### Al-Bandari bint Abdelaziz Al Saoud(fille)
- avec son époux Bandar Al Abderrahmane (fils)
  - Mohammed ben Bandar Al Abderrahmane (fils)
  - Fahd ben Bandar Al Abderrahmane (fils)
  - Saoud ben Bandar Al Abderrahmane (fils)
  - Tourki ben Bandar Al Abderrahmane (fils)
  - Mitib ben Bandar Al Abderrahmane (fils)
  - Fahdaben Bandar Al Abderrahmane (fille)
  - Al-Jawhara bint Bandar Al Abderrahmane (fille)
  - Moudhi bint Bandar Al Abderrahmane (fille)
  - Noura bint Bandar Al Abderrahmane (fille)
  - Mai bint Bandar Al Abderrahmane (fille)
  - Nouf bint Bandar Al Abderrahmane (fille)
  - Salman ben Bandar Al Abderrahmane (fils)
  - Nour bint Bandar Al Abderrahmane (fille)
  - Sultan ben Bandar Al Abderrahmane (fils)

## AvecHassa bint Ahmed al-Soudayri(14eépouse)
fille d'Ahmed Al Soudayri, elle fut l'une des épouses préférées du roi Abdelaziz Al Saoud (1880-1953).

### Fahd(fils)
Né en 1921, roi du 13 juin 1982 jusqu'à sa mort le 1er août 2005.

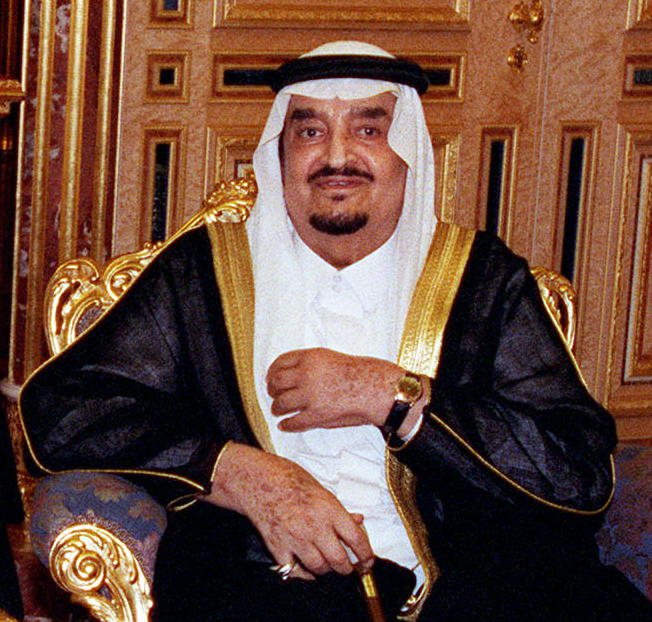
Le roi Fahd en 1998

- avec sa première épouse Al-Anoud bint Abdelaziz Al Jilouwi
  - Fayçal ben Fahd (fils)
  - Khaled ben Fahd (fils)
  - Saoud ben Fahd (fils)
  - Sultan ben Fahd Ier (fils)
  - Abderrahmane ben Fahd (fils)
  - Al-Anoud bint Fahd (fille)
  - Al-Jawhara bint Fahd (fille)
  - Noura bint Fahd (fille)
  - Latifa bint Fahd (fille)
- avec sa deuxième épouse Jawza bint Abdallah al-Abderrahmane
  - Mohammed ben Fahd (fils)
  - Loulou bint Fahd (fille)
- avec sa troisième épouse Jawhara al-Ibrahim
  - Abdelaziz ben Fahd (fils)

### Sultan ben Abdelaziz Al Saoud(fils)

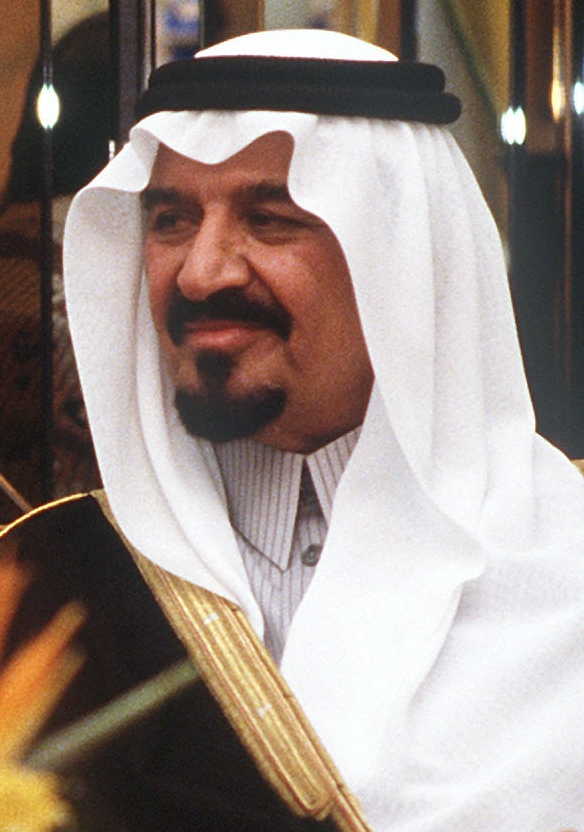
Sultan ben Abdelaziz Al Saoud en 1990

Né le 5 janvier 1928 et mort le 22 octobre 2011, il fut ministre de la Défense et de l'Aviation et second vice-Premier ministre, enfin prince héritier (2005-2011) sous le règne d'Abdallah.
- avec sa première épouse
  - Ahmed ben Sultan Al Saoud (fils)
  - Atab bint Sultan Al Saoud (fille)
  - Loulou bint Sultan Al Saoud (fille)
  - Abdallah ben Sultan Al Saoud (fils)
  - Mishal ben Sultan Al Saoud (fils)
- avec sa deuxième épouse
  - Mohammed ben Sultan Al Saoud (fils)
  - Rima bint Sultan Al Saoud (fille)
  - Sara bint Sultan Al Saoud (fille)
  - Nayef ben Sultan Al Saoud (fils)
  - Mansour ben Sultan Al Saoud (fils)
- avec sa troisième épouse
  - Jawahir bint Sultan Al Saoud (fille)
  - Hayfa bint Sultan Al Saoud (fille)
  - Dad bint Sultan Al Saoud (fille)
  - Saoud ben Sultan Al Saoud (fils)
  - Dima bint Sultan Al Saoud (fille)
  - Nawaf ben Sultan Al Saoud (fils)
  - Mishail bint Sultan Al Saoud (fille)
  - Abdallah ben Sultan Al Saoud (fils)
- avec sa quatrième épouse Umm Bandar
  - Bandar ben Sultan Al Saoud (fils), né le 2 mars 1949, ambassadeur aux États-Unis de 1983 à 2005, il est actuellement secrétaire général du Conseil de sécurité nationale d'Arabie saoudite.
- avec sa cinquième épouse Mounira bint Abdelaziz Al Jilouwi (décédée en août 2011)
  - Noura bint Sultan Al Saoud (fille)
  - Fayçal ben Sultan Al Saoud (fils)
  - Fahd ben Sultan Al Saoud (fils)
  - Mounira bint Sultan Al Saoud (fille)
  - Latifa bint Sultan Al Saoud (fille)
  - Salman ben Sultan Al Saoud (fils)
  - Badr ben Sultan Al Saoud (fils)
  - Al-Anoud bint Sultan Al Saoud (fille)
  - Fawwaz ben Sultan Al Saoud (fils)
- avec sa sixième épouse Hajir bint Abdallah al-Farhan
  - Khaled ben Sultan Al Saoud (fils), vice-ministre de la défense depuis le 5 novembre 2011. Il fut le chef des armées de la coalition pendant la guerre du Golfe.
  - Al-Bandari bint Sultan Al Saoud (fille)
  - Abir bint Sultan Al Saoud (fille)
  - Turki ben Sultan Al Saoud (fils)
  - Nouf bint Sultan Al Saoud (fille)

### Abderrahmane ben Abdelaziz Al Saoud(fils)
Né en 1931 et mort le 13 juillet 2017, vice-ministre de la Défense et de l'Aviation, gère les finances de la famille royale.
- avec sa première épouse Monira bint Tourki Al Soudeiri
  - Abdelaziz ben Abderrahmane Al Saoud (fils)
  - Abir bint Abderrahmane Al Saoud (fille)
  - Sara bint Abderrahmane Al Saoud (fille)
  - Houssa bint Abderrahmane Al Saoud (fille)
  - Nouf bint Abderrahmane Al Saoud (fille)
  - Jawahir bint Abderrahmane Al Saoud (fille)
  - Loulou bint Abderrahmane Al Saoud (fille)
  - Latifa bint Abderrahmane Al Saoud (fille)
- avec sa deuxième épouse Hind Ibrahim
  - Fayçal ben Abderrahmane Al Saoud (fils)
  - Fahd ben Abderrahmane Al Saoud (fils)
  - Abdallah ben Abderrahmane Al Saoud (fils)
  - Tourki ben Abderrahmane Al Saoud (fils)
  - Mohammed ben AbderrahmaneAl Saoud (fils)
  - Saoud ben Abderrahmane Al Saoud (fils)
  - Abdallah ben Abderrahmane Al Saoud (fils)

### Nayef ben Abdelaziz Al Saoud(fils)
Né en 1934 et mort le 16 juin 2012, ministre de l'Intérieur (1975-2012), prince héritier (2011-2012).
- avec sa première épouse Noura bint Moussaid ben Jilouwi
  - Nouf bint Nayef Al Saoud (fille)
- avec sa deuxième épouse Maha bint Mohammed al-Soudayri (fils)
  - Jawahir bint Nayef Al Saoud (fille), épouse de Mohammed ben Fahd ben Abdelaziz, gouverneur de la région Est de l'Arabie saoudite, qui est aussi son cousin.
  - Naouaf ben Nayef Al Saoud (fils)
  - Mishail bint Nayef Al Saoud (fille)
  - Hayfa bint Nayef Al Saoud (fille)
  - Fahd ben Nayef Al Saoud (fils)
- avec sa troisième épouse Al-Jawhara bint Abdelaziz al-Jilouwi
  - Saoud ben Nayef Al Saoud (fils)
  - Mohammed ben Nayef Al Saoud (fils, ministre de l'Intérieur de 2012 à 2017, prince héritier de 2015 à 2017)
  - Noura bint Nayef Al Saoud (fille)
  - Sara bint Nayef Al Saoud (fille)

### Turki ben Abdelaziz Al Saoud(fils)
Né en 1934 et mort le 12 novembre 2016, ambassadeur.
- Avec sa première épouse Hind Fassi :
  - Khaled ben Turki Al Saoud (fils)
  - Fayçal ben Turki Al Saoud (fils)
  - Sultan ben Turki Al Saoud (fils)
  - Fahd ben Turki Al Saoud (fils)
  - Al-Jawhara bint Turki Al Saoud (fille)
  - Dima bint Turki Al Saoud (fille)
  - Samahir ben Turki Al Saoud (fille)
  - Ahmed ben Turki Al Saoud (fils)
- Avec sa seconde épouse Noura bint Abdallah al-Abderrahmane :
  - Abderrahmane ben Turki Al Saoud (fils)
  - Abir bint Turki Al Saoud (fille)

### Salmane ben Abdelaziz Al Saoud(fils)

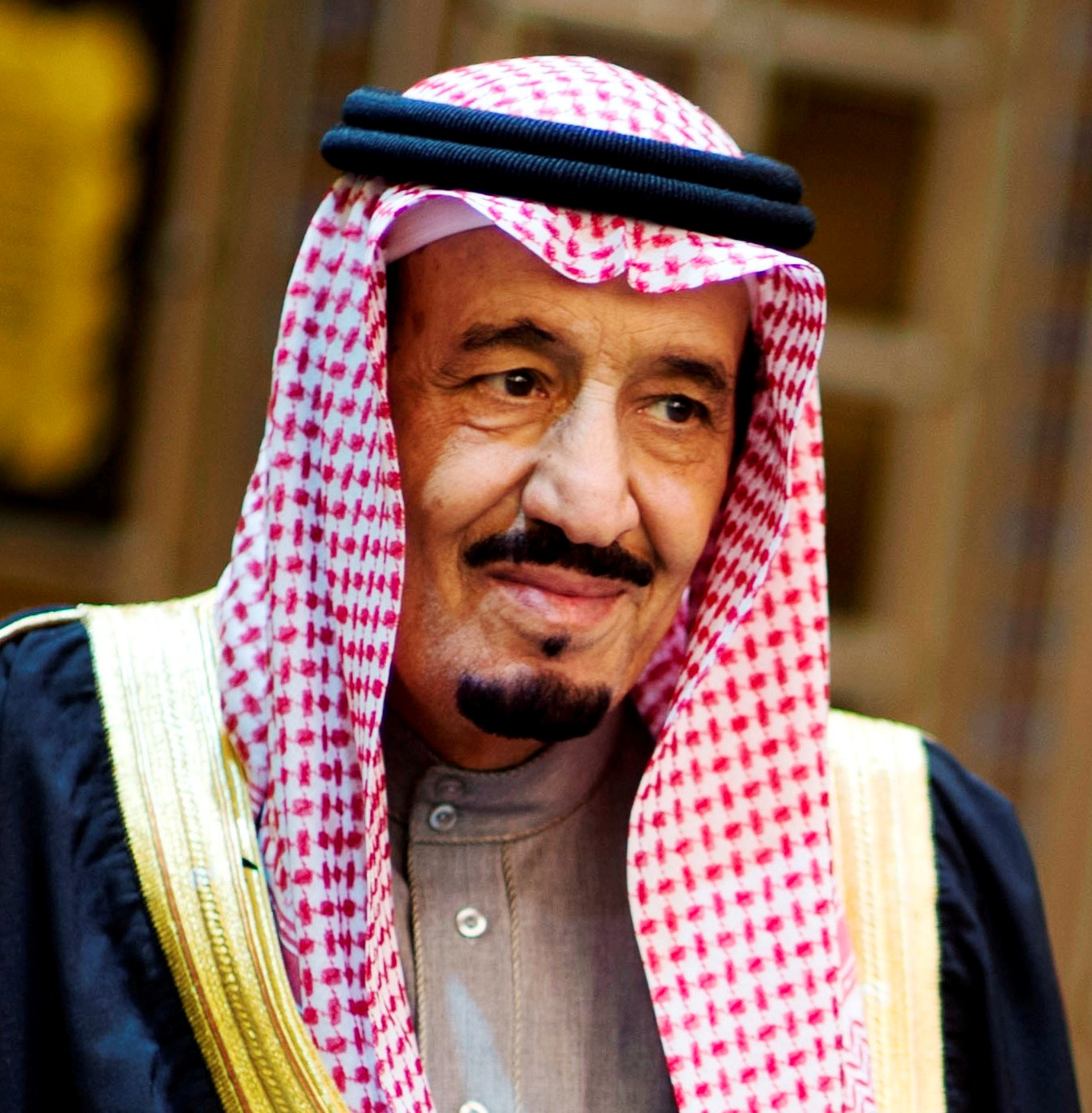
Le roi Salmane ben Abdelaziz Al Saoud en 2013.

Né le 31 décembre 1935, gouverneur de Riyad (1955-1960 et 1963-2011), ministre de la Défense à partir de novembre 2011 et prince héritier de juin 2012 à janvier 2015. Roi depuis le 23 janvier 2015.
- Avec son épouse Sultana bint Tourki Al Soudayri
  - Fahd ben Salman Al Saoud (fils)
  - Sultan Salman Al-Saud (fils), né le 27 juin 1956, spationaute.
  - Ahmed ben Salman Al Saoud (fils)
  - Abdelaziz ben Salman Al Saoud (fils)
  - Fayçal ben Salman Al Saoud (fils)
  - Saoud ben Salman Al Saoud (fils)
  - Mohammed ben Salmane Al Saoud (fils, ministre de la Défense depuis 2015, prince héritier depuis 2017)
  - Turki ben Salman Al Saoud (fils)
  - Khaled ben Salman Al Saoud (fils)
  - Houssa bint Salman Al Saoud (fille)
  - Nayef ben Salman Al Saoud (fils)
  - Bandar ben Salman Al Saoud (fils)
  - Rakan ben Salman Al Saoud (fils)

### Ahmed ben Abdelaziz Al Saoud(fils)
Né en 1942, vice-ministre de l'Intérieur, ministre des Travaux publics et du Logement, ministre de l'Intérieur en 2012.
- Avec son épouse :
  - Abdelaziz ben Ahmed Al Saoud (fils)
  - Nayef ben Ahmed Al Saoud (fils)
  - Noura bint Ahmed Al Saoud (fille)
  - Houssa bint Ahmed Al Saoud (fille)
  - Fayçal ben Ahmed Al Saoud (fils)
  - Falwa bint Ahmed Al Saoud (fille)
  - Tourki ben Ahmed Al Saoud (fils)
  - Moudhi bint Ahmed Al Saoud (fille)
  - Fahd ben Ahmed Al Saoud (fils)
  - Sultan ben Ahmed Al Saoud (fils)
  - Abderrahmane ben Ahmed Al Saoud (fils)
  - Latifa bint Ahmed Al Saoud (fille)
  - Jawahir bint Ahmed Al Saoud (fille)

### Latifa bint Abdelaziz Al Saoud(fille)
- Première épouse de Abderrahmane ben Abdallah Al Abderrahmane
  - Tourki ben Abderrahmane Al Abderrahmane (fils)
  - Fayçal ben Abderrahmane Al Abderrahmane (fils)
  - Mounira bint Abderrahmane Al Abderrahmane (fille)

### Loulou bint Abdelaziz Al Saoud(fille)
- Première épouse de Mohammed ben Abdallah Al Abderrahmane
  - Tourki ben Mohammed Al Abderrahmane (fils)
  - Khaled ben Mohammed Al Abderrahmane (fils)
  - Naouaf ben Mohammed Al Abderrahmane (fils)

### Jawhara bint Abdelaziz Al Saoud(fille)
- Épouse de Mohammed ben Abdallah Al Abderrahmane
  - Ahmed ben Khaled Al Abderrahmane (fils)
  - Saoud ben Khaled Al Abderrahmane (fils)
  - Salman ben Khaled Al Abderrahmane (fils)
  - Fahd ben Khaled Al Abderrahmane (fils)
  - Fadoua bint Khaled Al Abderrahmane (fils)
  - Nouf bint Khaled Al Abderrahmane (fils)
  - Fhada ben Khaled Al Abderrahmane (fils)

## Avec Shahida (15eépouse)
Elle était arménienne.

### Mansour ben Abdelaziz Al Saoud(fils)
Né en 1921 et mort en 1951.
- Avec son épouse :
  - Talal ben Mansour Al Saoud (fils)
  - Moudhi bint Mansour Al Saoud (fille)

### Mishaal ben Abdelaziz Al Saoud(fils)
Né en 1926 et mort en 2017.
- Avec son épouse :
  - Fayçal ben Mishal Al Saoud (fils)
  - Mohammed ben Mishal Al Saoud (fils)
  - Mansour ben Mishal Al Saoud (fils)
  - Tourki ben Mishal Al Saoud (fils)
  - Abdelaziz ben Mishal Al Saoud (fils)
  - Khaled ben Mishal Al Saoud (fils)
  - Bandar ben Mishal Al Saoud (fils)
  - Houssa bint Mishal Al Saoud (fille)
  - Al-Anoud bint Mishal Al Saoud (fille)
  - Mishail bint Mishal Al Saoud (fille)
  - Moudhaoui bint Mishal Al Saoud (fille)
  - Sultan ben Mishal Al Saoud (fils)
  - Saoud ben Mishal Al Saoud (fils)
  - Noura bint Mishal Al Saoud (fille)
  - Sara bint Mishal Al Saoud (fille)
  - Nouf bint Mishal Al Saoud (fille)
  - Maha bint Mishal Al Saoud (fille)
  - Loulou bint Mishal Al Saoud (fille)

### Mitib ben Abdelaziz Al Saoud(fils)
Né en 1931.
- Avec son épouse :
  - Mansour ben Mitib Al Saoud (fils)
  - Abdelaziz ben Mitib Al Saoud (fils)
  - Shahida bint MitibAl Saoud (fille)
  - Al-Jawhara bint Mitib Al Saoud (fille)
  - Sita bint Mitib Al Saoud (fille)
  - Sara bint MitibAl Saoud (fille)
  - Nouf bint Mitib Al Saoud (fille)
  - Moudhaoui bint Mitib Al Saoud (fille)
  - Maha bint Mitib Al Saoud (fille)
  - Al-Anoud bint Mitib Al Saoud (fille)

### Qumasha bint Abdelaziz Al Saoud(fille)
- Première épouse de Fayçal ben Saad (I) Al Abderrahmane (fils)
  - Khaled ben Saad Al Abderrahmane (fils)
  - Tourki ben Saad Al Abderrahmane (fils)
  - Al-Jawhara bint Saad Al Abderrahmane (fille)
  - Houssa bint Saad Al Abderrahmane (fille)
  - Mohammed ben Saad Al Abderrahmane (fils)
  - Abdallah ben Saad Al Abderrahmane (fils)

## AvecNoura bint Hammoud Al Sabhan
épouse de Ibn Saoud en second
 Nayef  (fils)

## AvecFahda bint Assi Al Churaym(16eépouse)

### Abdallah ben Abdelaziz Al Saoud(fils)
né le 1er août 1923, roi du 1er août 2005 jusqu'à sa mort le 23 janvier 2015.
- épouse inconnue:

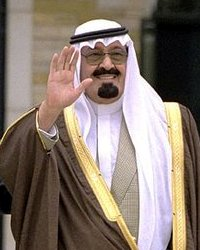
Le roi Abdallah ben Abdelaziz Al Saoud en 2002

  - Majid ben Abdallah Al Saoud (fils)
  - Mashour Abdallah Al Saoud (fils)
  - Saad ben Abdallah Al Saoud (fils)
  - Badr ben Abdallah Al Saoud (fils)
  - Fahd ben Abdullah Al Saoud (fils)
  - Sita bint Abdallah Al Saoud (fille)
  - Arib ben Abdallah Al Saoud (fille)
  - Al-HouNouf bint Abdallah Al Saoud (fille)
  - Madhaoui bint Abdallah Al Saoud (fille)
  - Basma bint Abdallah Al Saoud (fille)
  - Sihab bint Abdallah Al Saoud (fille)
- avec sa seconde épouse : Houssa Al Shaalan
  - Nouf bint Abdallah Al Saoud (fille)
  - Alia bint Abdallah Al Saoud (fille)
  - Nayifa bint Abdallah Al Saoud (fille)
  - Rima bint Abdallah Al Saoud (fille)
  - Hayfa bint Abdallah Al Saoud (fille)
  - Saoud ben Abdallah Al Saoud (fils)
- avec sa troisième épouse : Aïda Foustouk
  - Adila bint Abdallah Al Saoud (fille)
  - Abdelaziz ben Abdallah Al Saoud (fils)
  - Fayçal ben Abdallah Al Saoud (fils)
- avec sa quatrième épouse : Anoud Fayiz
  - Khaled ben Abdallah Al Saoud (fils)
  - Mitab ben Abdallah Al Saoud (fils)
  - Abir bint Abdallah Al Saoud (fille)
  - Noura bint Abdallah Al Saoud (fille)
  - Sara bint Abdallah Al Saoud (fille)[2]
  - Jawahir bint Abdallah Al Saoud (fille)
  - Hala bint Abdallah Al Saoud (fille)
  - Sahar bint Abdallah Al Saoud (fille)
  - Maha bint Abdallah Al Saoud (fille)
  - Mohammed ben Abdallah (fils)
- avec sa cinquième épouse : Tadhi
  - Tourki ben Abdallah Al Saoud (fils)
  - Mishal ben Abdallah Al Saoud (fils)
  - Fahda bint Abdallah Al Saoud (fille)
  - Sultan ben Abdallah Al Saoud (fils)

Noura Al Saoud petite fille du roi et amie de Chelsea Roland
- avec sa sixième épouse : Malika
  - Mansour ben Abdallah Al Saoud (fils)

## Avec Bazza Thaniya (17eépouse)

### Bandar ben Abdelaziz Al Saoud(fils)
Né en 1923 et mort le 28 juillet 2019.
- avec sa première épouse :
  - Fayçal ben Bandar Al Saoud (fils)
  - Mohammed ben Bandar Al Saoud (fils)
  - Tourki ben Bandar Al Saoud (fils)
  - Abdelaziz ben Bandar Al Saoud (fils)
  - Moudhaoui bint Bandar Al Saoud (fille)
  - Nouf bint Bandar Al Saoud (fille)
  - Fahd ben Bandar Al Saoud (fils)
  - Noura bint Bandar Al Saoud (fille)
  - Jawahir bint Bandar Al Saoud (fille)
  - Abderrahmane ben Bandar Al Saoud (fils)
  - Mishaïl bint Bandar Al Saoud (fille)
  - Saoud ben Bandar Al Saoud (fils)
  - Faouaz ben Bandar Al Saoud (fils)

- avec sa seconde épouse :
  - Mansour ben Bandar Al Saoud (fils)
  - Khaled ben Bandar Al Saoud (fils)
  - Al-Noud bint Bandar Al Saoud (fille)
  - Sara bint Bandar Al Saoud (fille)
  - Bazza bint Bandar Al Saoud (fille)
  - Sultan ben Bandar Al Saoud (fils)
  - Sita bint Bandar Al Saoud (fille)
  - Abdallah ben Bandar Al Saoud (fils)
  - Salman ben Bandar Al Saoud (fils)

## AvecHaya bint Saad Al Soudeiri(18eépouse)

### Badr ben Abdelaziz Al Saoud(fils)
- avec son épouse Houssa bint Abdallah Soudeiri :
  - Khaled ben Badr Al Saoud (fils)
  - Fahd ben Badr Al Saoud (fils)
  - Talal ben Badr Al Saoud (fils)
  - Fayçal ben Badr Al Saoud (fils)
  - Nouf bint Badr Al Saoud (fille)
  - Moudhaoui bint Badr Al Saoud (fille)
  - Jawahir bint Badr Al Saoud (fille)
  - Lamya bint Badr Al Saoud (fille)

### Abd al-Majid ben Abdelaziz Al Saoud(fils)
- avec son épouse Sara bint Abd al-Mouhsin Al Anqari :
  - Fayçal ben Abd al-Majid Al Saoud (fils)

### Noura bint Abdelaziz Al Saoud(fille)
- Épouse de Yazid ben Abdallah Al Abderrahmane :
  - Fayçal ben Badr Al Saoud (fils)
  - Khaled ben Badr Al Saoud (fils)
  - Ghada bint Badr Al Saoud (fille)
  - Sakina bint Badr Al Saoud (fille)
  - Adoua bint Badr Al Saoud (fille)
  - Ibtisam bint Badr Al Saoud (fille)

## Avec Mounayir (19eépouse)

### Talal ben Abdelaziz Al Saoud(fils)
Talal ben Abdelaziz Al Saoud (fils, né en 1931 et mort en 2018), responsable du service de l'Information
- Avec sa première épouse Majda bint Tourki Al Soudeiri
  - Fayçal ben Talal Al Saoud (fils)
  - Tourki ben Talal Al Saoud (fils)
  - Sara bint Talal Al Saoud (fille)
  - Rima bint Talal Al Saoud (fille)
  - Noura bint Talal Al Saoud (fille)
- Avec sa seconde épouse Moudhi bint Abd al-Mouhsin Al Angari (fils)
  - Hiba bint Talal Al Saoud (fille)
  - Mansour ben Talal Al Saoud (fils)
- Avec sa troisième épouse Mouna bint Riyadh Al Sulh
  - Al-Walid ben Talal Al Saoud (fils), né le 7 mars 1955, homme d'affaires, 26e fortune mondiale.
  - Khaled ben Talal Al Saoud (fils)
  - Abdelaziz ben Talal Al Saoud (fils)
  - Al-Jawhara bint Talal Al Saoud (fille)
  - Abderrahmane ben Talal Al Saoud (fils)
  - Maha bint Talal Al Saoud (fille)
  - Mohammed ben Talal Al Saoud (fils)

### Naouaf ben Abdelaziz Al Saoud(fils)
Naouaf ben Abdelaziz Al Saoud (fils, né en 1933 et mort en 2015)
- Avec son épouse Jawahir bint Abdelmalik Al Cheikh :
  - Mohammed ben Naouaf Al Saoud (fils)
  - Abdelaziz ben Naouaf Al Saoud (fils)
  - Fayçal ben Nawwaf (fils)
  - Nouf bint Naouaf Al Saoud (fille)
  - Sara bint Naouaf Al Saoud (fille)

### Moudhaoui bint Abdelaziz Al Saoud(fils)
- Première épouse de Saoud ben Mohammed Al Saoud
  - Tourki ben Saoud Al Saoud (fils)
  - Saoud ben Saoud Al Saoud (fils)
  - Fayçal ben Saoud Al Saoud (fils)
  - Abdallah ben Saoud Al Saoud (fils)
  - Sara bint Saoud Al Saoud (fille)
  - Al-Anoud bint Saoud Al Saoud (fille)
  - Abdelaziz ben Saoud Al Saoud (fils)

## Avec Bushra (20eépouse)

### Mishari ben Abdelaziz Al Saoud(fils)
Né en 1932, mort en 2000.
- Avec sa première épouse Hayfa bint Kemel :
  - Mohammed ben Mishari Al Saoud (fils)
  - Mansour ben Mishari Al Saoud (fils)
  - Fayçal ben Mishari Al Saoud (fils)
  - Hala bint Mishari Al Saoud (fille)
  - Maha Mishari Al Saoud (fille)
  - Moudhaoui bint Mishari Al Saoud (fille)
  - Moudhi bint Mishari Al Saoud (fille)
  - Nouf bint Mishari Al Saoud (fille)
  - Abir bint Mishari Al Saoud (fille)
- Avec sa deuxième épouse :
  - Talal ben Mishari Al Saoud (fils)
  - Hana bint Mishari Al Saoud (fille)
  - Fahd ben Mishari Al Saoud (fils)

## AvecMoudhi bint Ahmed Al Soudeiri(21eépouse)

### Majid ben Abdelaziz Al Saoud(fils)
Né en 1938, mort en 2003.
- avec son épouse Nouf Al Muhanna :
  - Abdelaziz ben Majid Al Saoud (fils)
  - Mishal ben Majid Al Saoud (fils)
  - Jawahir bint Majid Al Saoud (fille)
  - Basma bint Majid Al Saoud (fille)
  - Mishail bint Majid Al Saoud (fille)
  - Sara bint Majid Al Saoud (fille)
  - Amal bint Majid Al Saoud (fille)

### Soutam ben Abdelaziz Al Saoud(fils)
Né en 1941, gouverneur de la province de Riyad du 5 novembre 2005 jusqu'à sa mort le 12 février 2013.
- avec son épouse Cheikha bint Abdallah Al Abderrahmane :
  - Najla bint Soutam Al Saoud (fille)
  - Abdelaziz ben Soutam Al Saoud (fils)
  - Fayçal ben Soutam Al Saoud (fils)
  - Hala bint Soutam Al Saoud (fille)

## Avec Nuf Shaalan (22eépouse)

### Thamir ben Abdelaziz Al Saoud(fils)
Né en 1938, mort en 1958.
- avec son épouse Cherifa bint Mohammed ben Abdallah
  - Fayçal ben Thamir Al Saoud (fils)

### Mamdouh ben Abdelaziz Al Saoud(fils)
Né en 1940.
- avec son épouse Faiza Shaalan
  - Fayçal ben Mamdouh Al Saoud (fils)
  - Talal ben Mamdouh Al Saoud (fils)
  - Nayif ben Mamdouh Al Saoud (fils)
  - Sultan ben Mamdouh Al Saoud (fils)
  - Abdelaziz ben Mamdouh Al Saoud (fils)

### Mashour ben Abdelaziz Al Saoud(fils)
Né en 1942
- avec son épouse :
  - Nouf bint Mashour Al Saoud (fille)
  - Sara bint Mashour Al Saoud (fille)
  - Loulou bint Mashour Al Saoud (fille)

## Avec Saïda (23eépouse)

### Hidhloul ben Abdelaziz Al Saoud(fils)
Né en 1942, mort en 2012.
- avec son épouse :
  - Tourki ben Hidhloul Al Saoud (fils)
  - Lamya bint Hidhloul Al Saoud (fille)
  - Rima bint Hidhloul Al Saoud (fille)
  - Al-Anoud bint Hidhloul Al Saoud (fille)
  - Nouf bint Hidhloul Al Saoud (fille)
  - Fahda bint Hidhloul Al Saoud (fille)
  - Abdelaziz ben Hidhloul Al Saoud (fils)
  - Najoud ben Hidhloul Al Saoud (fille)
  - Sarah bint Hidhloul Al Saoud (fille)
  - Tarfa bint Hidhloul Al Saoud (fille)
  - Saoud ben Hidhloul Al Saoud (fils)
  - Al-Bandari bint Hidhloul Al Saoud (fille)

## AvecBaraka(24eépouse)

### Moukrine ben Abdelaziz Al Saoud(fils)
Né en 1945, prince héritier de janvier à avril 2015.
- avec son épouse Abda bint Hammoud Al Rashid
  - Fayçal ben Moukrin Al Saoud (fils)
  - Abdelaziz ben Moukrin Al Saoud (fils)
  - Fahd ben Moukrin Al Saoud (fils)
  - Lamya bint Moukrin Al Saoud (fille)
  - Bandar ben Moukrin Al Saoud (fils)
  - Tourki ben Moukrin Al Saoud (fils)
  - Mansour ben Moukrin Al Saoud (fils)
  - Moudhaoui bint Moukrin Al Saoud (fille)
  - Mishail bint Moukrin Al Saoud (fille)
  - Abta bint Moukrin Al Saoud (fille)
  - Nouf bint Moukrin Al Saoud (fille)
  - Jawahir bint Moukrin Al Saoud (fille)
  - Sara bint Moukrin Al Saoud (fille)

## Avec Futayma (25eépouse)

### Hammoud ben Abdelaziz Al Saoud(fils)
Né en 1947, mort en 1994.
- avec son épouse Tarfa bint Hammoud Al Fahd :
  - Ghada bint Hammoud Al Saoud (fille)

## Avec Khadra Yamaniya (26eépouse)
- Une fille (nom inconnu)

## avec Aïcha Yamaniya (27eépouse)
- Tarfa bint Abdelaziz Al Saoud (fille)

## Avec X (28eépouse)

### Cheikha bint Abdelaziz Al Saoud(fille)
- avec son époux Khaled ben Mohammed Al Abderrahmane :
  - Fahd ben Khaled Al Abderrahmane (fils)
  - Saad ben Khaled Al Abderrahmane (fils)
  - Saoud ben Khaled Al Abderrahmane (fils)
  - Abdallah ben Khaled Al Abderrahmane (fils)
  - Al-Jawhara bint Khaled Al Abderrahmane (fille)

### Dalil bint Abdelaziz Al Saoud(fille)
- première épouse de Abdelaziz ben Abdallah Al Jilouwi
  - Amahl ben Abdelaziz Al Jilouwi (fils)
  - Al-Anoud bint Abdelaziz Al Jilouwi (fille)
  - Mounira bint Abdelaziz Al Jilouwi (fille)
  - Jawahir bint Abdelaziz Al Jilouwi (fille)
  - Maha bint Abdelaziz Al Jilouwi (fille)
  - Fahda bint Abdelaziz Al Jilouwi (fille)
  - Houssa bint Abdelaziz Al Jilouwi (fille)
  - Moudhaoui bint Abdelaziz Al Jilouwi (fille)